# Dacnusa chereas
Dacnusa chereas är en stekelart som beskrevs av Goureau 1851. Dacnusa chereas ingår i släktet Dacnusa och familjen bracksteklar. Inga underarter finns listade i Catalogue of Life.